# チタン酸バリウム
チタン酸バリウム（チタンさんバリウム、barium titanate, barium titanium(IV) oxide）は化学式 BaTiO3 で表される、ペロブスカイト構造をもつ人工鉱物である。天然には産出しない。極めて高い比誘電率を持つことから積層セラミックコンデンサなどの誘電体材料として広く使用されている代表的な電子材料の1つであり、代表的な強誘電体、圧電素子としても知られる。
1942年にアメリカ合衆国のウェイナーとサロモン、1944年に日本の小川建男と和久茂、同じく1944年にソビエト連邦のウルによって、全て独立してほぼ同時期に発見された。

## 構造と物性

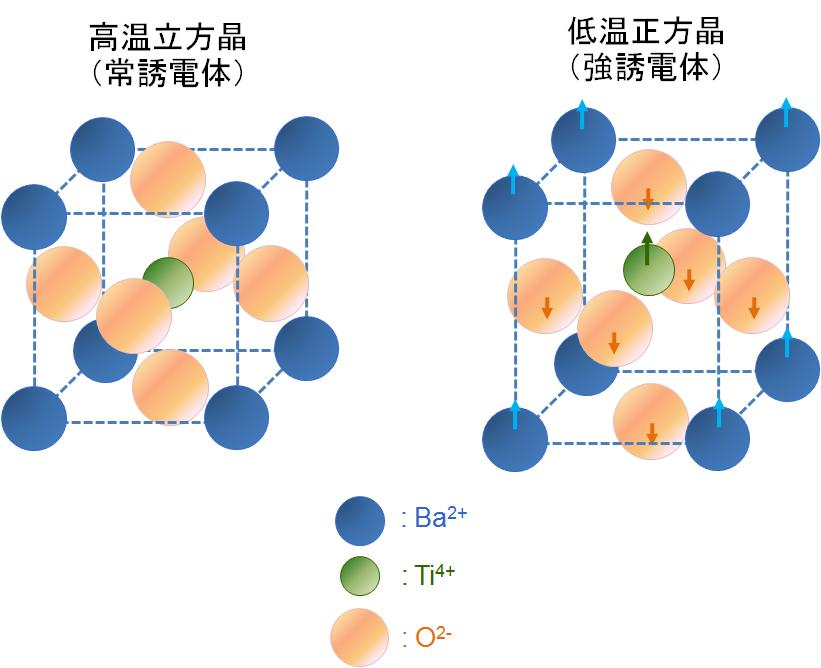
チタン酸バリウムの結晶構造

チタンイオン (Ti4+) を中心とし、各頂点に酸素イオン (O2-) を配した八面体の骨格の隙間にバリウムイオン (Ba2+) が入り込んだ結晶構造(ペロブスカイト構造)を持つ。
結晶構造は低温から高温に向かって菱面体晶-直方晶-正方晶-立方晶と転移するが、実用上重要なのは室温で安定な正方晶 (Tetragonal) と 120 ℃ 以上で安定な立方晶 (Cubic) である。チタン酸バリウムは正方晶では横より縦が 1% 程度長くなっており、中心の Ti や周辺の酸素が図の位置からわずかにずれた位置で安定になることで強誘電体となっている。ところが温度を 120 ℃ 以上に上げて立方晶にすると位置のずれが解消してしまい、常誘電体となる。この強誘電体から常誘電体へ変わる温度（キュリー点）で比誘電率 εr は最も高くなり、εr = 20,000 以上になるものもある。
さらに、約1460℃以上の温度になると六方晶へと変化し、これを急冷した物の誘電率は室温で十万近くとなり、極めて高い。
バルク結晶の室温でのバンドギャップは3.2 eVであるが、およそ15-7 nmにまで粒子径を細かくすることで3.5 eVまで増加する。
実際にチタン酸バリウムを誘電体材料として使う場合には、カルシウム (Ca)、ストロンチウム (Sr)などのアルカリ土類金属、イットリウム (Y)、及びネオジム (Nd)、サマリウム (Sm)、ジスプロシウム (Dy) などの希土類金属などの微量添加により、BaサイトやTiサイトを置換することで焼結体の構造制御を行い、キュリー点の位置をずらす、誘電率を下げるなどの調整を行う。
一方PTCRサーミスタの場合は変化が大きいほどセンサとして感度が良くなるため、別の調整が行われる。

## 産業

### 用途
主にセラミックコンデンサ、積層セラミックコンデンサ、PTCサーミスタに使用される。中でも積層セラミックコンデンサは小型･大容量品が製造され、携帯電話などの情報通信機器の小型化に寄与している。2014年現在もっとも小さいパッケージは 0402 と呼ばれ、0.4 mm × 0.2 mm × 0.2 mm サイズで0.1μF（耐圧 6.3 V）の容量を持っている物もある。また2019年には更に小型な、0201と呼ばれる0.25×0.125mmサイズのもので0.1μF（耐圧6.3V）の容量を持つものが発表された。
PTCサーミスタはチタン酸バリウムの抵抗値がキュリー点で何桁も変動することを利用した温度センサーで、ヒーターの発熱温度制御などに利用される。動作する温度は微量添加物で制御される。
近年は積層コンデンサを小型化するため、原料であるチタン酸バリウムの微粒化が積極的に行われている。

### 製造
原料は合成法によって異なるが、チタン源として二酸化チタン、水酸化チタン、チタンアルコキシド、塩化チタン、硫酸チタン、バリウム源として炭酸バリウム、バリウムアルコキシド、水酸化バリウム、塩化バリウムなどが用いられる。
二酸化チタンはイルメナイト (FeTiO3) の化学処理（硫酸法や塩素法）によって生産され、純度 99% 以上の高純度品がチタン酸バリウムの合成に用いられる。酸化チタン中には製法によって硫黄 (S) や塩素 (Cl) がわずかに残る。これが電子材料としての性能を大きく左右することが知られている。また、酸化チタンは 5 nm 程度の超微粒子から 1 μm 以上の粒子まで様々な大きさの商品があり、原料粒子の大きさが生産されるチタン酸バリウム粒子の大きさに影響することから、酸化チタンメーカーは微粒で大きさのそろった酸化チタンの開発に力を入れている。しかしコンデンサの生産個数は増大傾向にあるが、積層コンデンサのサイズは小さくなっているので、全体として酸化チタンの需要量はそれほど増大しない。
バリウムはバライト（重晶石、BaSO4）として産出し、化学処理によって各種バリウム塩が製造される。純度 99% 以上の高純度品がチタン酸バリウムの合成に使用される。固相法によるチタン酸バリウムの合成では微粒品が必要とされるが、液相法では溶解性のバリウム塩を使用するため粒子の大きさはあまり問題にならない。バライトには主成分である Ba の他、よく Sr が混入しており、これがチタン酸バリウムの電気特性に影響を与えることが知られている。
チタン酸バリウムの合成には通常 1,000 ℃ 前後の熱処理（煆焼）が必要とされる。か焼雰囲気、温度、速度などによりチタン酸バリウムの電気特性は大きく変わる。また、か焼前にチタンソースとバリウムソースを微視的に良く混ざった状態にすることが必要になるため、湿式分散がよく用いられる。チタン酸バリウムを用いた製品に対する値下げ要求は大きく（セラミック積層コンデンサの中には1円を切る価格の商品もある）、製造コストは常に重要な問題となる。製造コストの中で人件費が占める割合はかなり大きいので、熱処理装置や製造プロセスのデザインが生産性や生産コストに直結する。一般的に必要とされる生産設備としては、原料粉末を微視的によく混合するのに用いる分散装置、熱処理に用いる焼成炉、解砕のための微粉砕装置などが挙げられる。
日本では共立マテリアル、堺化学、日本化学工業、富士チタン工業などが製造している他、UBE、京セラ、太陽誘電、TDK、村田製作所、ロームなどセラミック積層コンデンサを製造するメーカもそれぞれ独自にチタン酸バリウムを社内で製造している。

## 合成法

### 固相法
酸化チタンの粉末と炭酸バリウムの粉末をよく混合し、1,000 ℃ 程度の温度で熱処理することでチタン酸バリウムを合成できる。反応は液相焼結によって進行し、単結晶は溶融させたフッ化カリウム中からおよそ1100 ℃前後で結晶成長させることによって得ることができる。超微粒子の合成には不向きと言われている。
{\displaystyle {\ce {TiO2\ + BaCO3 -> BaTiO3\ + CO2}}}

### シュウ酸法
Ba と Ti を1つずつ含むシュウ酸バリウムチタニルという化合物を液相で沈澱させる。これを 700 ℃ 以上で熱処理することでチタン酸バリウムが得られる。合成反応自体は熱処理中に生じるため固相法の一種である。この方法を用いると原子レベルで Ba と Ti を混合することができるため、より微粒で均質な粉体を得ることができる。
{\displaystyle {\ce {BaCl2\cdot 2H2O\ +TiCl4\ +2H2C2O4\cdot 2H2O->BaTiO(C2O4)2\cdot 4H2O\ +6HCl\ +H2O}}}

### 水熱法
水熱法はチタン酸バリウムの合成に水熱条件を利用することを特徴とする。従って反応式はここに挙げた式に限らず、液相法の反応は全て水熱法に利用可能である。水熱法は圧力釜（オートクレーブ）を使うことで 100 ℃ 以上でも水が沸騰しない状況を作り、高温・高圧下でチタン酸バリウムを合成する。高温条件で合成されたチタン酸バリウムは水酸基をあまり含まず結晶性が高くなる。
{\displaystyle {\ce {Ba(OH)2\ + TiO2 -> BaTiO3\ + H2O}}}

### ゾルゲル法
チタン酸バリウムの合成に於けるゾルゲル法は普通、アルコキシドの加水分解反応を用いた液相合成法を指す。反応はアルコール溶液中で行なわれることから、結晶中に水酸基を取り込みにくいと言われている。高品質のチタン酸バリウムが得られるが、コストが高いので研究等で用いられることが多い。
{\displaystyle {\ce {Ba(OR)2\ + Ti(OR)4\ + 3 H2O -> BaTiO3\ + 6 ROH}}}

## 法規制
日本では毒物及び劇物取締法および毒物及び劇物指定令によりバリウム化合物として劇物に指定されている。同じくバリウム化合物として大気汚染防止法の「有害大気汚染物質に該当する可能性がある物質」にリストアップされている。また消防法の関連法である危険物の規制に関する政令別表第一及び同令別表第二の総務省令で定める物質及び数量を指定する省令においても「貯蔵等の届出を要する物質」として規定されており、その指定数量は200 kgである。